# Голова адміністрації Білого дому
Голова адміністрації Білого дому — посада, яка є наступником неофіційної ролі особистого секретаря Президента США. Ця роль була формалізована у посаду Помічника Президента 1946 року і отримала нинішню назву 1961 року. Нині посада офіційно називається Помічник Президента та голова адміністрації. Голова адміністрації призначається Президентом, і не потребує затвердження Сенатом або ким-небудь іншим. Голова адміністрації підпорядковується тільки Президенту і говорить від його імені, а Президент несе повну відповідальність за дії голови адміністрації. Юридично Президент не зобов'язаний призначати голову адміністрації, але всі президенти починаючи із Гаррі Трумена призначали (Джиммі Картер лише на третій рік свого президентства). У чинній адміністрації Дональда Трампа головою адміністрації Білого дому є Сьюзі Вайлз, яка замінила попереднього очільника апарату Білого дому Джеффа Зінтса 20 січня 2025 року.

## Історія
Обов'язки Голови адміністрації Білого дому значно відрізняються від президента до президента, і Президент навіть юридично не зобов'язаний призначати когось на цю посаду, але всі президенти із 1946 року це робили. Голова адміністрації зазвичай наглядає за діяльністю персоналу Білого дому, займається складенням розкладу Президента та контролює хто і коли може зустрічатись із Президентом. Через ці обов'язки голову адміністрації іноді називали «The Gatekeeper» («брамник»).
Спочатку, обов'язки які зараз виконує голова адміністрації, належали особистому секретарю Президента та виконувались важливими довіреними особами та радниками, таким як Джордж Кортельоу, Джозеф Тумулті та Луїс Макгенрі Хоув при президентах Теодорі Рузвельті, Вудро Вілсоні та Франкліні Рузвельті відповідно. Особисті секретарі Президентів були де-факто головними помічниками в ролі, яка поєднувала особисті та професійні завдання, які вимагали великої майстерності та розсудливості. Робота із організації доступу до Президента та слідкування за його розкладом окрема делегувалась секретарю із призначення зустрічей, як наприклад Едвіну Вотсону при президенті Франкліні Делано Рузвельті.
З 1933 до 1939 року Франклін Делано Рузвельт постійно розширював повноваження і сферу дії федерального уряду для боротьби із Великою депресією. Рузвельт покладався на свій «мозковий трест» який складався із найважливіших радників. Хоч вони і працювали на Президента, їх часто де-юре призначали на посади в агентствах і департаментах щоб вони могли отримувати заробітну плату, оскільки на той час Білий дім не мав достатньої інституційної та бюджетної спроможності щоб створювати у себе нові посади. Тільки 1939 року під час другого терміну Франкліна Рузвельта були закладені основи сучасного персоналу Білого дому за формальною процедурою. Рузвельту вдалося переконати Конгрес схвалити створення Виконавчого офісу Президента США, який підпорядковуватиметься напряму Президенту. Рузвельт під час Другої світової війни також створив посаду «Голови адміністрації Головнокомандувача» для свого головного військового радника адмірала флоту Вільяма Легі. 1946 року, у відповідь на швидкий ріст виконавчої гілки влади, була створена посада «Помічника Президента США». 1953 року за президентства Дуайта Ейзенхауера «помічник Президента» був перейменований на «Голову адміністрації Білого дому».
Помічник Президента став рангом, який зазвичай розділяють Голова адміністрації з такими важливими помічниками як заступники голови адміністрації, Юридичний радник Білого дому, Прессекретар Білого дому та інші. Ця система не одразу прижилась. Демократи Кеннеді та Джонсон досі покладались натомість на своїх секретарів, і тільки за президентства Річарда Ніксона ведення президентського розкладу перейшло до обов'язків голови адміністрації. Занадто сильна концентрація влади в Білому домі на Ніксона та Форда (останнім головою адміністрації яких був Дік Чейні) змусила кандидата у Президенти Джиммі Картера під час передвиборчої кампанії 1976 року пообіцяти що він не призначатиме голову адміністрації. І він дійсно нікого не призначав на цю посаду протягом перших двох з половиною років свого президентства.
Середнім строком перебування на посаді голови адміністрації є трохи більше 18 місяців. Перша людина на цій посаді — Джон Стілман, що перебував на посаді за президентства Гаррі Трумена, перший і передостанній, хто був для Президента єдиним головою адміністрації. Всі наступні президенти мали за свої каденції по декілька голів адміністрації, окрім нетривалого президентства Джона Кеннеді під час якого єдиним головою адміністрації був Кеннет О'Доннел. Також Ендрю Кард та Деніс Макдоноу пропрацювали як мінімум повний президентський термін при президентах Джорджі Буші молодшому та Бараку Обамі відповідно, обидва з яких були президентами по два терміни. Джон Стілман є також тим, хто найдовше перебував на цій посаді (6 років).
Більшість голів адміністрації Білого дому є колишніми політиками, і багато з них потім продовжують свої політичні кар'єри. Наприклад, Марвін Вотсон, голова адміністрації за президентства Ліндона Джонсона, одразу після роботи в Білому домі став генеральним поштмайстером. Александр Гейг, голова адміністрації при президентові Річарді Ніксоні, пізніше став Державним секретарем в кабінеті Рональда Рейгана. Дік Чейні, голова адміністрації при Форді, пізніше став членом Палати представників від Вайомінга, потім Міністром оборони при Джорджі Буші старшому та Віцепрезидентом при Джорджі Буші молодшому. Дональд Рамсфелд, інший голова адміністрації при Форді, став Міністром оборони спочатку при Форді, а значно пізніше ще раз при Джорджі Буші молодшому. Рам Емануель покинув Палату представників щоб стати головою адміністрації у Барака Обами, а опісля став мером Чикаго. Джейкоб Лью, інший голова адміністрації у Обами, пізніше був призначений Міністром фінансів.

## Роль
До обов'язків голови адміністрації належать як обов'язки менеджера, так і обов'язки радника, і вони можуть включати наступне:
- Призначати найважливіший персонал в Білому домі і управляти ним.
- Структурувати систему персоналу Білого дому.
- Контролювати доступ осіб до Овального кабінету.
- Контролювати потік інформації.
- Захищати інтереси Президента.
- Вести переговори від імені Президента із Конгресом, із посадовцями виконавчої влади, позаурядовими політичними групами, виконувати порядок денний Президента.
- Давати поради Президенту із різних питань, а також казати йому те, що йому не сподобається.[3]

Ці повноваження можуть навіть включати звільнення працівників Білого дому, як з'ясувалось під час скандалу із Омаросою Маніголт, коли вона опублікувала запис який, як вона стверджує, був зроблений в ситуативній кімнаті. Джон Келлі, голова адміністрації при Трампі, звільнив її, хоча юридично це може робити лише Президент.
Гаррі Халдман, голова адміністрації при Ніксоні, набув собі у Вашингтоні репутацію «людини із залізною рукою». Він був жорстким і невблаганним «брамником», який часто зустрічався із посадовцями кабінету замість Президента, а потім розповідав президенту про зміст розмови. Боб Вудворд, один з найвідоміших у США журналістів-розслідувачів та один з тих чиї повідомлення стали причиною Вотерґейтського скандалу, в своїх книжках «All the President's Men» та «The Secret Man» писав що багато його співрозмовників-джерел, включно із «Глибокою горлянкою», не на жарт боялися Халдмана.

## Галерея

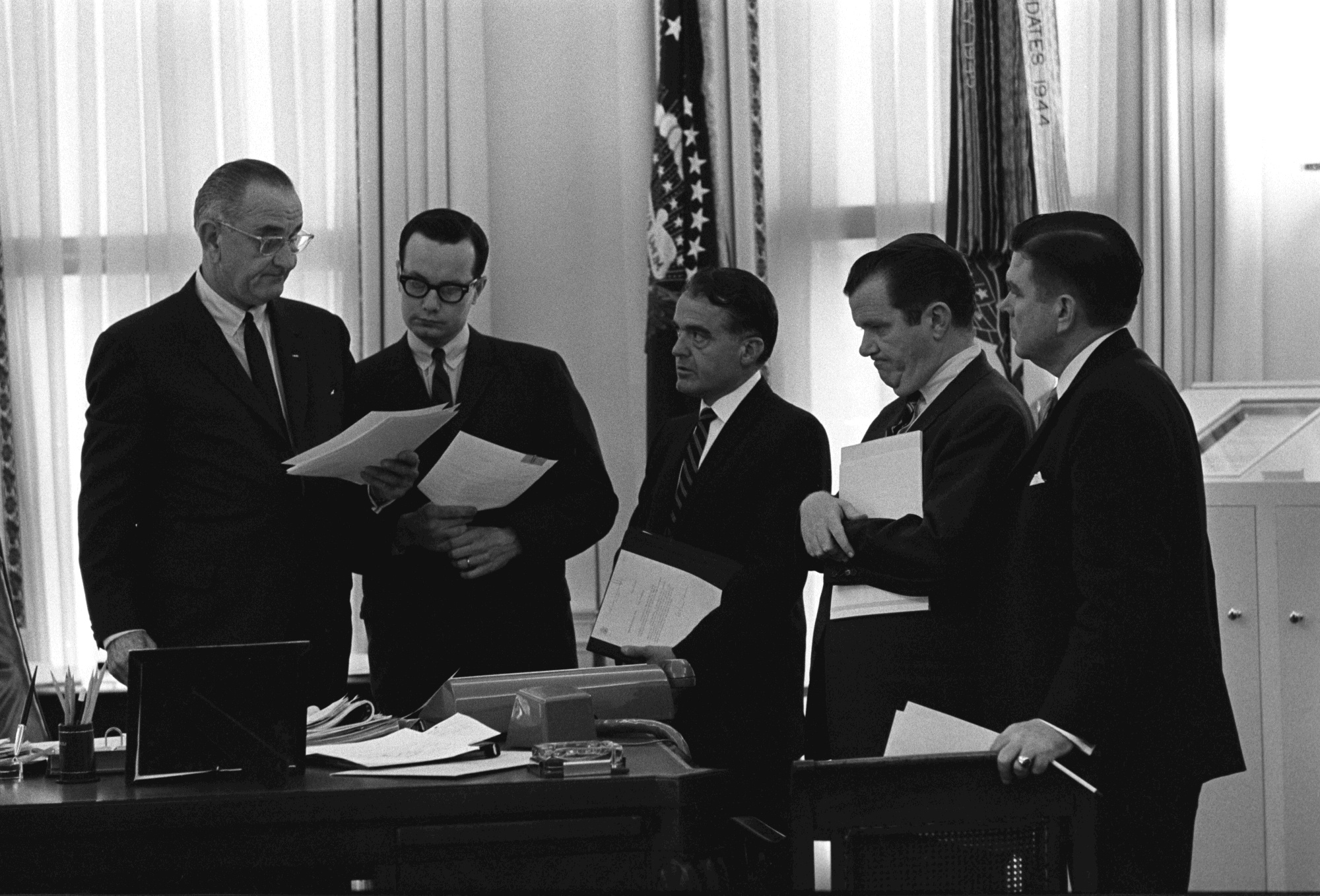
Президент Ліндон Джонсон в оточенні радників і помічників, крайній справа - Марвін Вотсон, голова адміністрації (17 червня 1965).
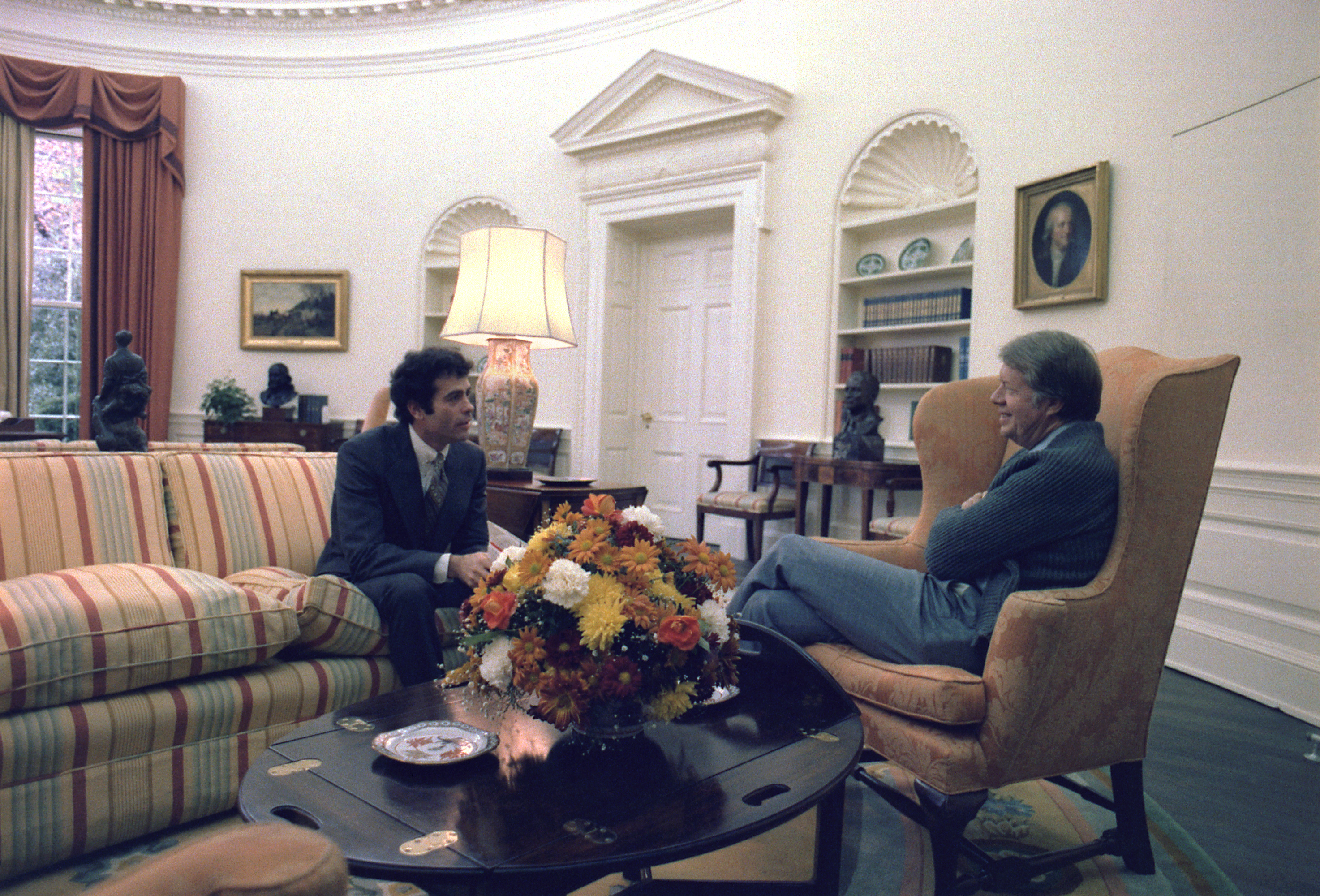
Голова адміністрації Джек Вотсон (1980-1981) зустрічається із Президентом Джиммі Картером в Овальному кабінеті (21 листопада 1977).
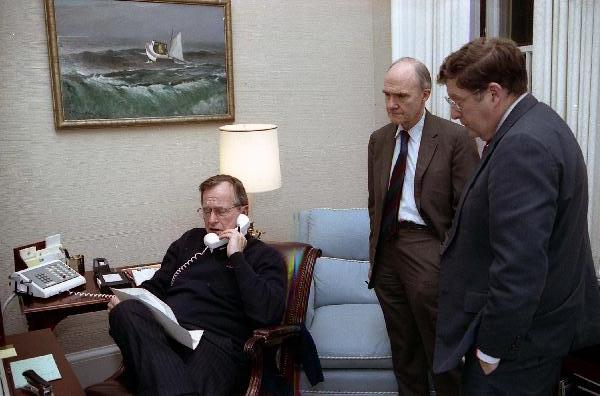
Джордж Буш розмовляє по телефону, поруч із ним стоять голова адміністрації Джон Сунуну (крайній справа) та радник з національної безпеки Брент Скоукрофт (20 грудня 1989).
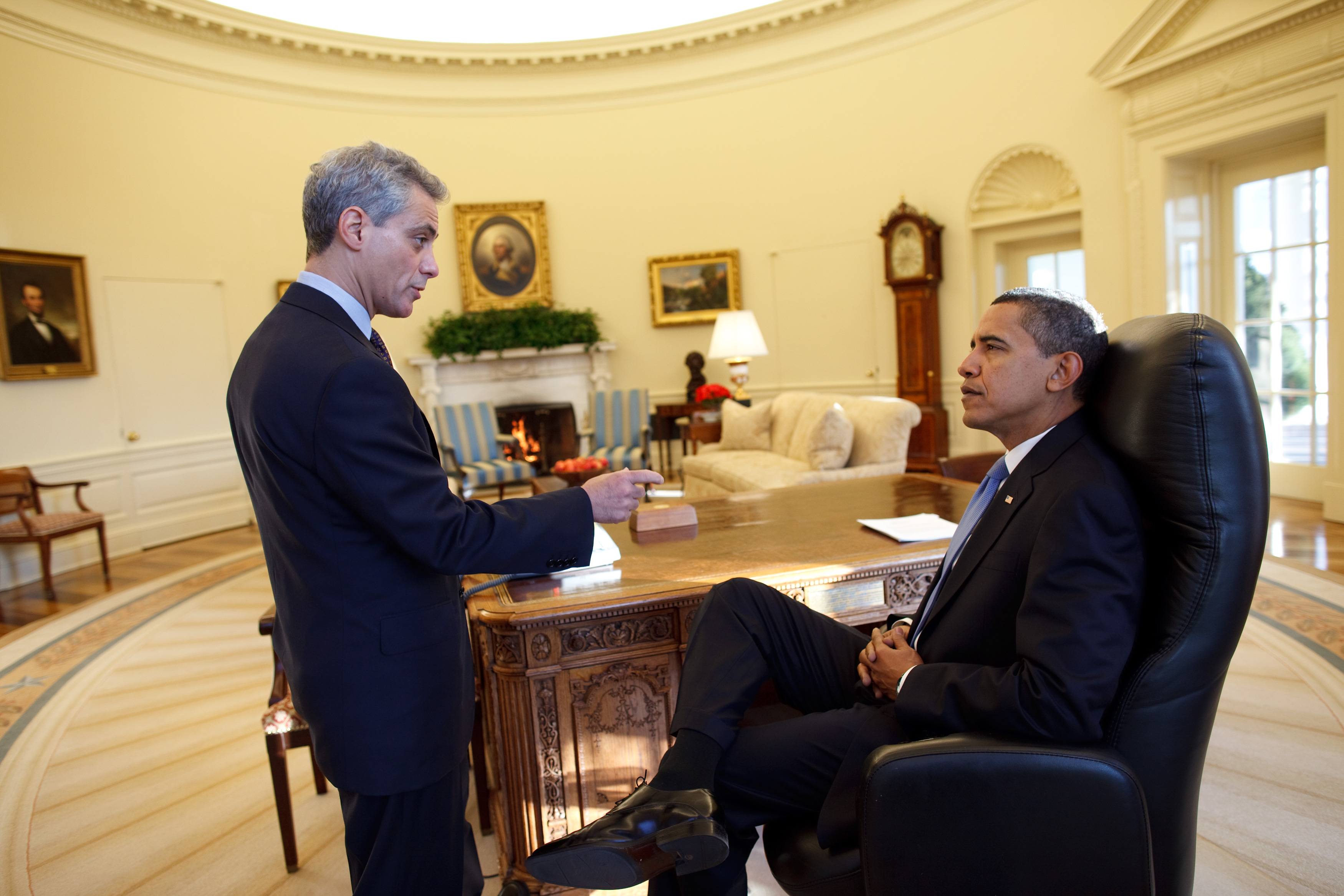
Голова адміністрації Рам Емануель розмовляє із Бараком Обамою (21 січня 2009).
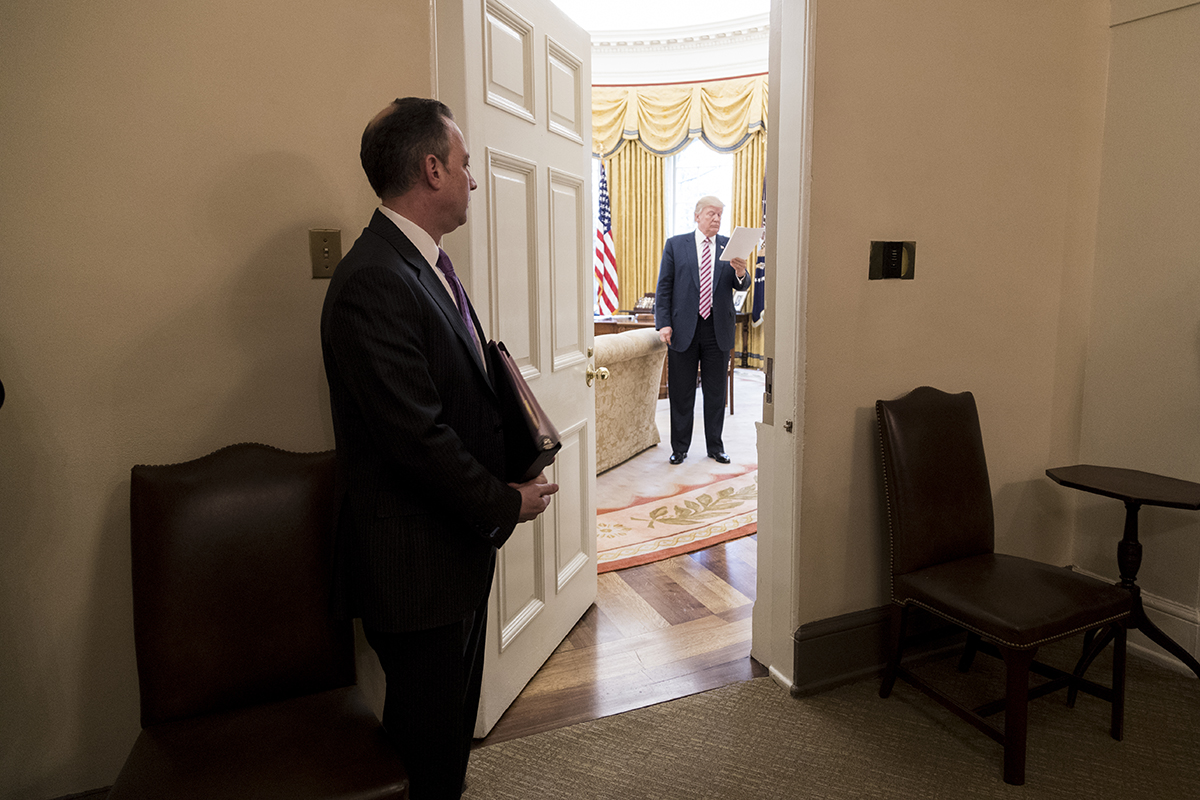
Голова адміністрації Райнс Прібус заглядає до Овального кабінету поки Дональд Трамп перечитує нотатки (10 березня 2017).

## Список
| №                                                                  | Фото | Голова адміністрації | Партія | Партія         | Найнятий          | Звільнений        | Час на посаді       | Президент        |
| ------------------------------------------------------------------ | --- | -------------------- | ------ | -------------- | ----------------- | ----------------- | ------------------- | ---------------- |
| 1                                                                  | | Джон Стілман         |        | Демократ       | 12 грудня 1946    | 20 січня 1953     | 6 років та 39 днів  | Гаррі Трумен     |
| 2                                                                  | | Шерман Адамс         |        | Республіканець | 20 січня 1953     | 7 жовтня 1958     | 5 років та 260 днів | Дуайт Ейзенхауер |
| 3                                                                  | | Вілтон Персонс       |        | Республіканець | 7 жовтня 1958     | 20 січня 1961     | 2 роки та 105 днів  | Дуайт Ейзенхауер |
| —                                                                  | | Кеннет О'Доннелл     |        | Демократ       | 20 січня 1961     | 22 листопада 1963 | 2 роки та 306 днів  | Джон Кеннеді     |
| —                                                                  | | Марвін Вотсон        |        | Демократ       | 1 лютого 1965     | 26 квітня 1968    | 3 роки та 85 днів   | Ліндон Джонсон   |
| —                                                                  | | Джеймс Джонс         |        | Демократ       | 26 квітня 1968    | 20 січня 1969     | 269 днів            | Ліндон Джонсон   |
| 4                                                                  | | Гаррі Халдеман       |        | Республіканець | 20 січня 1969     | 30 квітня 1973    | 4 роки та 100 днів  | Річард Ніксон    |
| 5                                                                  | | Александр Гейг       |        | Республіканець | 4 травня 1973     | 21 вересня 1974   | 1 рік та 140 днів   | Річард Ніксон    |
| 5                                                                  | Джеральд Форд                                                                                                 | Александр Гейг       |        | Республіканець | 4 травня 1973     | 21 вересня 1974   | 1 рік та 140 днів   |                  |
| 6                                                                  | | Дональд Рамсфелд     |        | Республіканець | 21 вересня 1974   | 20 листопада 1975 | 1 рік та 60 днів    |                  |
| 7                                                                  | Chief of Staff Dick Cheney during a meeting following the assassinations in Beirut, 1976 - NARA - 7064952.jpg | Дік Чейні            |        | Республіканець | 20 листопада 1975 | 20 січня 1977     | 1 рік та 61 день    |                  |
| Посада вакантна 20 січня 1977 — 18 липня 1979 (2 роки та 179 днів) | |                      |        |                |                   |                   |                     |                  |
| 8                                                                  | | Гамільтон Джордан    |        | Демократ       | 18 липня 1979     | 11 червня 1980    | 329 днів            | Джиммі Картер    |
| 9                                                                  | | Джек Вотсон          |        | Демократ       | 11 червня 1980    | 20 січня 1981     | 223 дні             | Джиммі Картер    |
| 10                                                                 | | Джеймс Бейкер        |        | Республіканець | 20 січня 1981     | 4 лютого 1985     | 4 роки та 15 днів   | Рональд Рейган   |
| 11                                                                 | | Дональд Ріган        |        | Республіканець | 4 лютого 1985     | 27 лютого 1987    | 2 роки та 23 дні    | Рональд Рейган   |
| 12                                                                 | | Говард Бейкер        |        | Республіканець | 27 лютого 1987    | 1 липня 1988      | 1 рік та 125 днів   | Рональд Рейган   |
| 13                                                                 | | Кеннет Дуберштайн    |        | Республіканець | 1 липня 1988      | 20 січня 1989     | 203 дні             | Рональд Рейган   |
| 14                                                                 | | Джон Сунуну          |        | Республіканець | 20 січня 1989     | 16 грудня 1991    | 2 роки та 330 днів  | Джордж Буш ст.   |
| 15                                                                 | | Семюель Скіннер      |        | Республіканець | 16 грудня 1991    | 23 серпня 1992    | 251 день            | Джордж Буш ст.   |
| 16                                                                 | | Джеймс Бейкер        |        | Республіканець | 23 серпня 1992    | 20 січня 1993     | 150 днів            | Джордж Буш ст.   |
| 17                                                                 | | Мак Макларті         |        | Демократ       | 20 січня 1993     | 17 липня 1994     | 1 рік та 178 днів   | Білл Клінтон     |
| 18                                                                 | | Леон Панетта         |        | Демократ       | 17 липня 1994     | 20 січня 1997     | 2 роки та 187 днів  | Білл Клінтон     |
| 19                                                                 | | Ерскін Боулз         |        | Демократ       | 20 січня 1997     | 20 жовтня 1998    | 1 рік та 273 дні    | Білл Клінтон     |
| 20                                                                 | | Джон Подеста         |        | Демократ       | 20 жовтня 1998    | 20 січня 2001     | 2 роки та 92 дні    | Білл Клінтон     |
| 21                                                                 | | Ендрю Кард           |        | Республіканець | 20 січня 2001     | 14 квітня 2006    | 5 років та 84 дні   | Джордж Буш мл.   |
| 22                                                                 | | Джошуа Болтен        |        | Республіканець | 14 квітня 2006    | 20 січня 2009     | 2 роки та 281 день  | Джордж Буш мл.   |
| 23                                                                 | | Рам Емануель         |        | Демократ       | 20 січня 2009     | 1 жовтня 2010     | 1 рік та 254 дні    | Барак Обама      |
| в.о.                                                               | | Піт Роуз             |        | Демократ       | 1 жовтня 2010     | 13 січня 2011     | 104 дні             | Барак Обама      |
| 24                                                                 | | Вільям Дейлі         |        | Демократ       | 13 січня 2011     | 27 січня 2012     | 1 рік та 14 днів    | Барак Обама      |
| 25                                                                 | | Джейкоб Лью          |        | Демократ       | 27 січня 2012     | 20 січня 2013     | 359 днів            | Барак Обама      |
| 26                                                                 | | Деніс Макдоноу       |        | Демократ       | 20 січня 2013     | 20 січня 2017     | 4 роки рівно        | Барак Обама      |
| 27                                                                 | | Райнс Прібус         |        | Республіканець | 20 січня 2017     | 31 липня 2017     | 192 дні             | Дональд Трамп    |
| 28                                                                 | | Джон Келлі           |        | Позапартійний  | 31 липня 2017     | 2 січня 2019      | 1 рік та 154 дні    | Дональд Трамп    |
| в.о.                                                               | | Мік Малвейні         |        | Республіканець | 2 січня 2019      | 31 березня 2020   | 1 рік та 89 днів    | Дональд Трамп    |
| 29                                                                 | | Марк Медоуз          |        | Республіканець | 31 березня 2020   | 20 січня 2021     | 295 днів            | Дональд Трамп    |
| 30                                                                 | | Рон Клейн            |        | Демократ       | 20 січня 2021     | 7 лютого 2023     | 2 роки та 18 днів   | Джо Байден       |
| 31                                                                 | | Джефф Зінтс          |        | Демократ       | 8 лютого 2023     | 20 січня 2025     | 713 днів            | Джо Байден       |
| 32                                                                 | | Сьюзі Вайлз          |        | Республіканець | 20 січня 2025     |                   | 210 днів            | Дональд Трамп    |